# イサーム・シャラフ
イサーム・アブデル＝アズィーズ・シャラフ（アラビア語: عصام عبد العزيز شرف、英語: Essam Abdel-Aziz Sharaf、1952年 - ）は、エジプトの政治家。
1952年にギーザで生まれた。1975年にカイロ大学で理学の学士号を、1980年にパデュー大学で工学の修士号、1984年には博士号を取得した。